# Tomas (cycloon)
De tropische cycloon Tomas was een cycloon die op 14 en 15 maart 2010 over Fiji raasde en aldaar veel schade aanrichtte. Het contact met veel eilanden was weg gevallen omdat veel telefoonlijnen beschadigd waren. Er zijn 3 doden officieel vastgesteld.
Het was de cycloon met de hoogste windsnelheden in Fiji sinds de cycloon Bebe in 1972.

## Verloop
Op 9 maart werd de storing, met vormen van een tropische cycloon, opgemerkt door het meteorologisch centrum van Fiji. Vanaf 11 maart had de storing zich voldoende versterkt om een naam te krijgen en werd hij Tomas genoemd, de achtste storm van het zuid-Pacifische cycloon seizoen 2009-10. Hij versterkte nog een beetje de volgende paar dagen. Op 13 maart kreeg de storm een status als ernstig, op 14 maart bereikte Tomas de eerste eilanden van Fiji. Op 15 maart kreeg de storm een status als Categorie 4, de op een na hoogste sterkte categorie van cyclonen. De hoogste windsnelheid was 280 km/u.

## Slachtoffers
Door de storm was op veel plaatsen de elektriciteit uitgevallen en moesten duizenden mensen schuilplaatsen opzoeken. 3 doden werden officieel vastgesteld. Het is nog niet helemaal duidelijk wat de schade precies is.